# 19 juli
19 juli is de 200e dag van het jaar (201e dag in een schrikkeljaar) in de gregoriaanse kalender. Hierna volgen nog 165 dagen tot het einde van het jaar.

## Gebeurtenissen
- Algemeen
  - 1597 - Terechtstelling in Brussel van Anna van den Hove. Zij is hiermee het laatste slachtoffer dat vanwege haar geloof in de Nederlanden wordt terechtgesteld.
  - 1692 - Vijf vrouwen worden opgehangen als gevolg van de heksenprocessen van Salem.
  - 1966 - Zanger Frank Sinatra trouwt met actrice Mia Farrow.
  - 1976 - Een vloedgolf overspoelt de Mexicaanse havenstad Tampico.
  - 1999 - Op deze dag wordt volgens de Verenigde Naties de zes miljardste mens geboren.
  - 2007 - Begin van de Zuid-Koreaanse gijzelcrisis in Afghanistan.
  - 2023 - In de Algerijnse stad Tamanrasset vallen zeker 34 doden door een botsing tussen een bus en een auto.[1]
- Oorlog
  - 711 - Slag bij Guadalete: De Visigoten onder leiding van koning Roderik worden door de Arabieren verslagen.
  - 1195 - Alfons VIII van Castilië wordt vernietigend verslagen door de Almohaden in de Slag bij Alarcos.
  - 1333 - Slag bij Halidon Hill
  - 1870 - Begin van de Frans-Pruisische Oorlog
  - 1916 - De Slag bij Fromelles vindt plaats (ook nog op 20 juli). In de Australische geschiedenisboeken staat deze slag vermeld als "de bloedigste 24 uren van Australië". Meer dan 5500 Australiërs komen om in de strijd tegen de Duitsers, die gestationeerd zijn nabij Fromelles.
  - 1943 - De "open stad" Rome wordt door de geallieerden gebombardeerd.
  - 1993 - Drie buitenlandse hulporganisaties staken hun acties in twee steden in het door burgeroorlog verscheurde Zuid-Soedan, omdat hevige gevechten hun werkzaamheden onmogelijk maken.
- Politiek
  - 1979 - In Nicaragua komt een einde aan de dictatuur van de Somoza-dynastie als een junta van wederopbouw, onder leiding van Daniel Ortega, de macht overneemt.
  - 2010 - Desi Bouterse wordt verkozen tot president van Suriname.
- Religie
  - 1950 - Oprichting van de Zentralrat der Juden in Deutschland.
  - 1992 - Pogingen van radicale hindoes een tempel te bouwen op de plaats van een zestiende-eeuwse moskee bij Ayodhya in het noorden van India leiden opnieuw tot ongeregeldheden tussen moslims en hindoes.
- Sport
  - 1908 - Oprichting van Rotterdamse voetbalclub Wilhelmina, die tegenwoordig bekend is als Feyenoord.
  - 1908 - Oprichting in Manchester van de wereldzwembond Fédération Internationale de Natation Amateur (FINA).
  - 1925 - Oprichting van de Italiaanse voetbalclub Ternana Calcio.
  - 1949 - Oprichting van Albanese voetbalclub Dinamo Tirana.
  - 1970 - De Belgische wielrenner Eddy Merckx wint zijn tweede Ronde van Frankrijk, vóór de Nederlander Joop Zoetemelk.
  - 1981 - De Franse wielrenner Bernard Hinault wint voor de derde keer die Ronde van Frankrijk.
  - 1998 - In Tel Aviv verbetert atleet Patrick van Balkom het tien jaar oude Nederlands record op de 100 meter van Achmed de Kom (10,25 seconden) met een tijd van 10,23 seconden.
  - 2009 - Mauricio Baldivieso debuteert op 12-jarige leeftijd voor Club Aurora in de Liga de Fútbol Profesional Boliviano. De zoon van oud-international Julio César Baldivieso is daarmee de jongste debutant ooit op het hoogste voetbalniveau.
- Wetenschap en technologie
  - 1843 - Tewaterlating van het eerste, volledig metalen, stoomschip: de SS Great Britain.
  - 1900 - Opening in Parijs van de eerste Franse metrolijn.
  - 1971 - Het hoogste punt van de South Tower van het World Trade Center in New York wordt bereikt.
  - 1985 - In de Verenigde Staten wordt lerares Christa McAuliffe uit elfduizend kandidaten gekozen als de eerste burger die een ruimtevlucht zal gaan maken.[2]
  - 2023 - De periodieke komeet P/2023 M2 (PANSTARRS) bereikt het perihelium van zijn baan rond de zon tijdens deze verschijning.[3]
  - 2024 - Het CrowdStrike-incident zorgde voor wereldwijde uitval van Windows-computers door een fout in de beveilingssoftware van het bedrijf.[4]

## Geboren

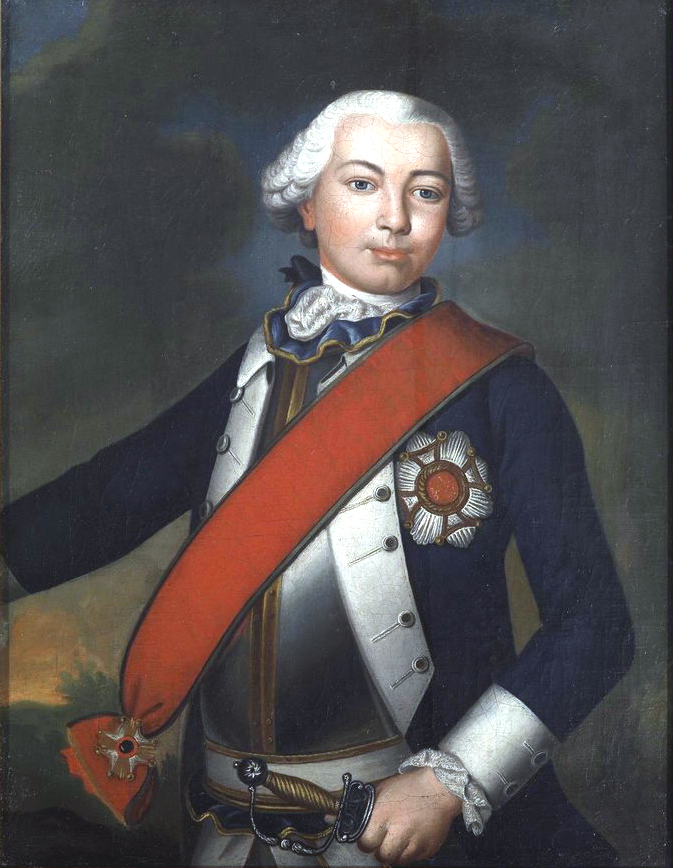
Johan Adolf van Nassau-Usingen
geboren in 1740

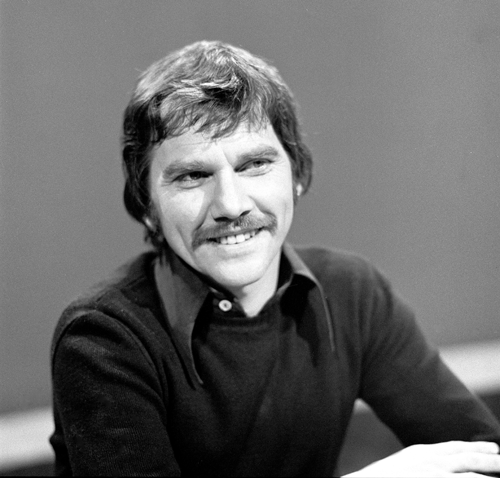
Willem Nijholt
geboren in 1934

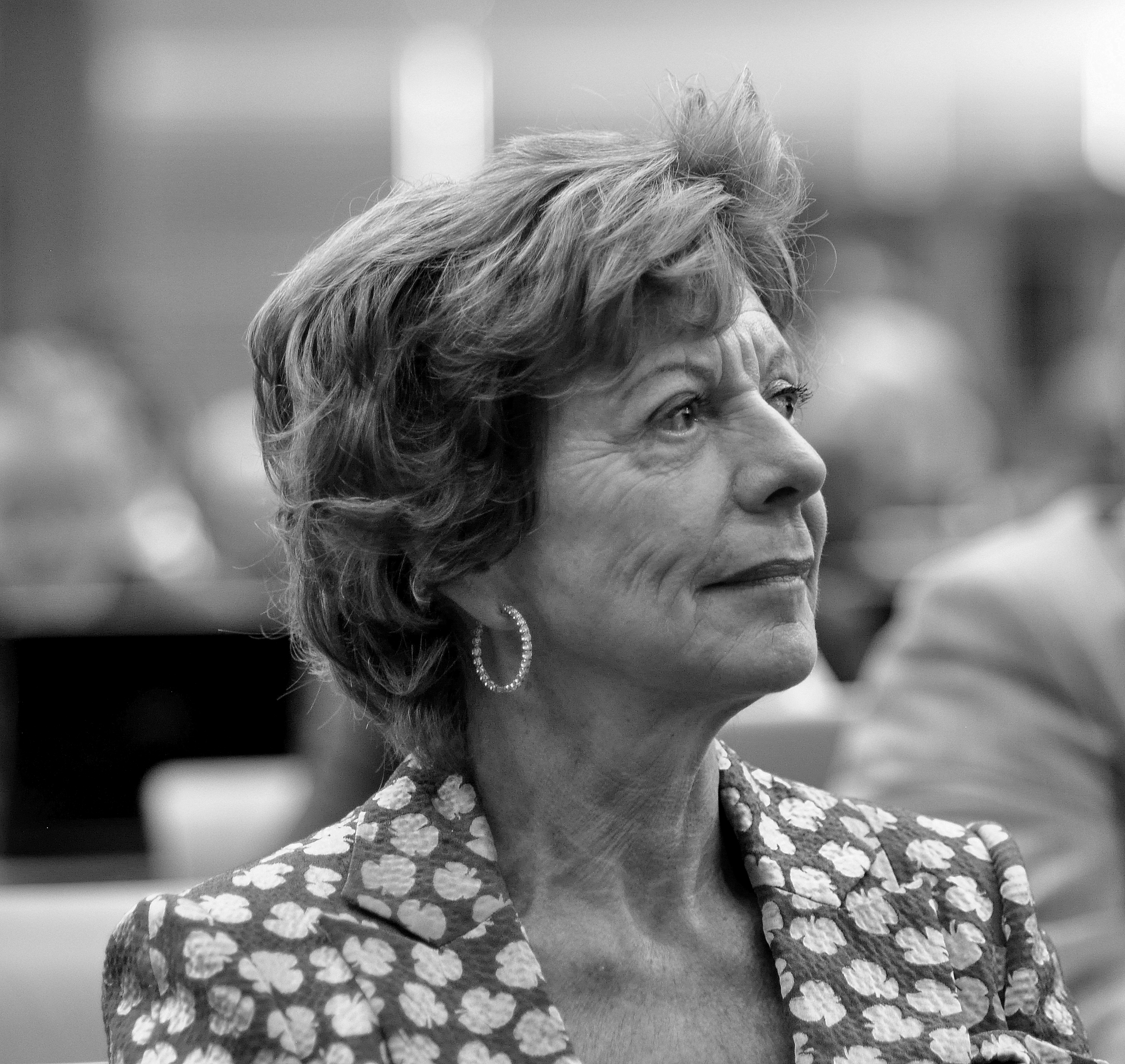
Neelie Kroes (in 2010)
geboren in 1941

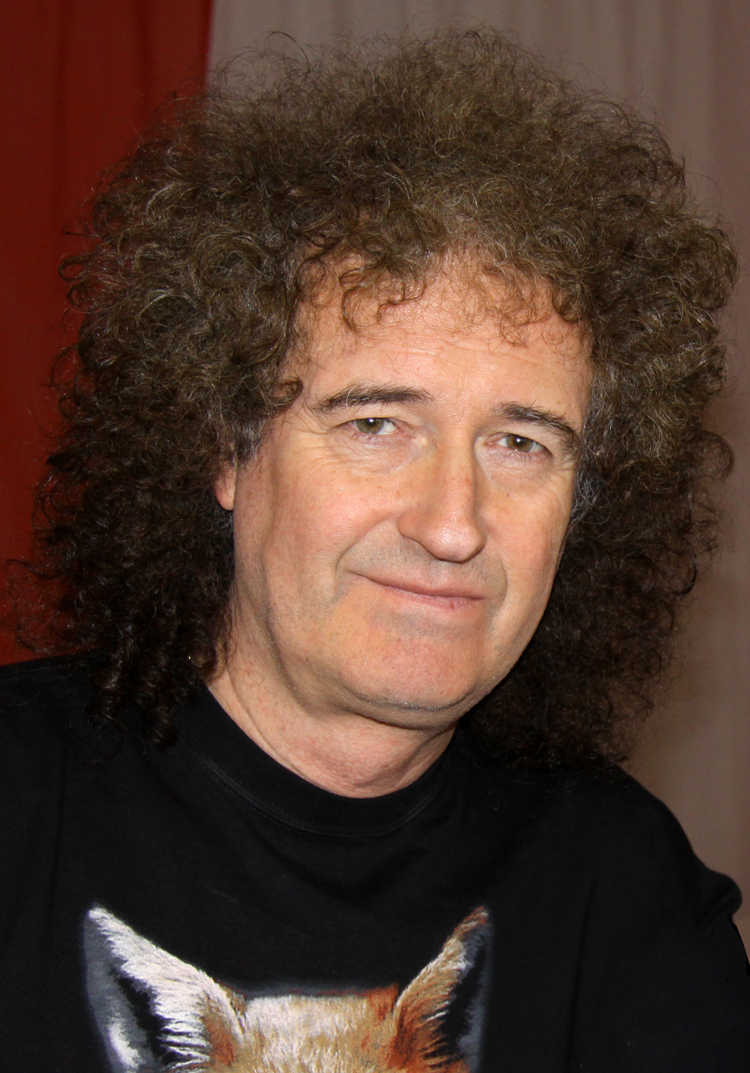
Brian May
geboren in 1947

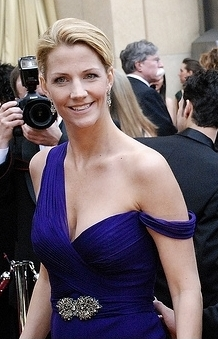
Nancy Carell
geboren in 1966

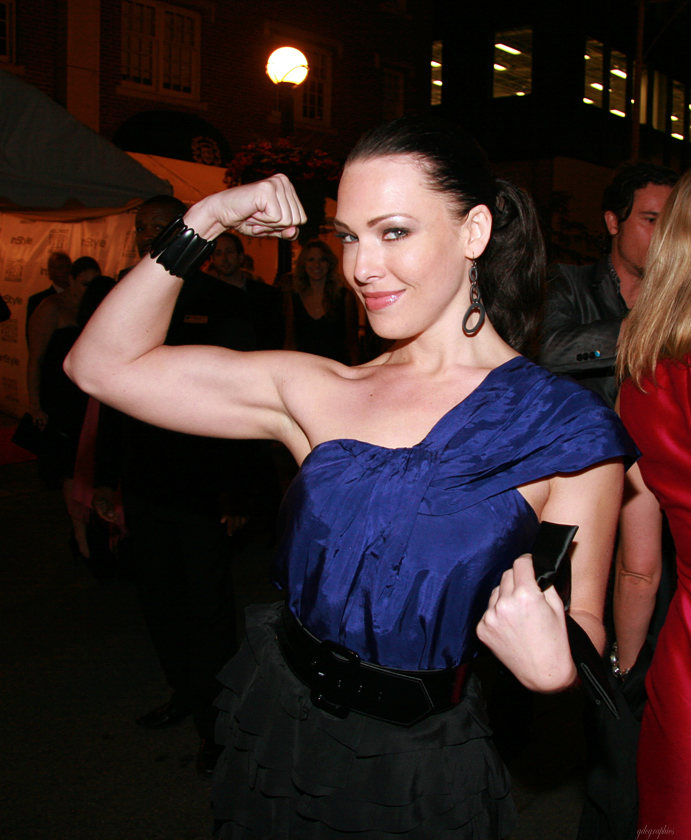
Erin Cummins
geboren in 1977

- 1740 - Johan Adolf van Nassau-Usingen, Frans en Pruisisch generaal (overleden 1793)
- 1811 - Vinzenz Lachner, Duits componist en dirigent (overleden 1893)
- 1819 - Gottfried Keller, Zwitsers schrijver (overleden 1890)
- 1822 - Augusta van Cambridge, groothertogin van Mecklenburg-Strelitz (overleden 1916)
- 1834 - Edgar Degas, Frans impressionistisch schilder en beeldhouwer (overleden 1917)
- 1846 - Edward Charles Pickering, Amerikaans sterrenkundige (overleden 1919)
- 1851 - Hendrik Jut, Nederlands moordenaar (overleden 1878)
- 1860 - Lizzie Borden, Amerikaans verdachte (overleden 1927)
- 1868 - Francesco Saverio Nitti, Italiaans politicus (overleden 1953)
- 1880 - Jan van de Mortel, Nederlands jurist en politicus (overleden 1947)
- 1883 - Cornelis den Held, Nederlands atleet (overleden 1962)
- 1883 - Louis Paulhan, Frans luchtvaartpionier (overleden 1963)
- 1890 - George II van Griekenland (overleden 1947)
- 1894 - Khawaja Nazimuddin, Pakistaans politicus (overleden 1964)
- 1894 - Jerzy Kazimierz Pajączkowski-Dydyński, Pools-Engels kolonel, veteraan van de Eerste Wereldoorlog; bij zijn overlijden de oudste man van het Verenigd Koninkrijk (overleden 2005)
- 1894 - Percy Spencer, Amerikaans ingenieur en uitvinder (overleden 1970)
- 1896 - Archibald Joseph Cronin, Brits (Schots) auteur en arts (overleden 1981)
- 1898 - Herbert Marcuse, Duits-Amerikaans filosoof en socioloog (overleden 1979)
- 1899 - Paul de Groot, Nederlands communist (overleden 1986)
- 1902 - Chet Miller, Amerikaans autocoureur (overleden 1953)
- 1905 - Geertje Kuijntjes, van 2015 tot haar dood de oudste mens van Nederland (overleden 2019)
- 1905 - Edgar Snow, Amerikaans journalist (overleden 1972)
- 1909 - Roelof Koops, Nederlands langebaanschaatser (overleden 2008)
- 1911 - Cissy van Bennekom, Nederlands actrice (overleden 2005)
- 1911 - Ben Eastman, Amerikaans atleet (overleden 2002)
- 1912 - Peter Leo Gerety, Amerikaans bisschop (overleden 2016)
- 1914 - Greta Brouwers, Nederlands zwemster (overleden 2001)
- 1915 - Floris Bakels, Nederlands verzetsstrijder (overleden 2000)
- 1916 - Bart Verbrugh, Nederlands politicus (overleden 2003)
- 1920 - Theo Boosten, Nederlands architect (overleden 1990)
- 1920 - Émile Idée, Frans wielrenner (overleden 2024)
- 1921 - Rosalyn Sussman Yalow, Amerikaans medisch-scheikundige en Nobelprijswinnaar (overleden 2011)
- 1922 - Arcangelo Ianelli, Braziliaans schilder, beeldhouwer, illustrator en tekenaar (overleden 2009)
- 1922 - Tuanku Ja'afar, Maleisisch koning (overleden 2008)
- 1922 - George McGovern, Amerikaans politicus (overleden 2012)
- 1922 - Carmen Guerrero-Nakpil, Filipijns schrijfster en technocraat (overleden 2018)
- 1923 - Louis Olivier, Belgisch politicus (overleden 2015)
- 1924 - Pat Hingle, Amerikaans acteur (overleden 2009)
- 1924 - Paco Ignacio Taibo I, Mexicaans schrijver en journalist (overleden 2008)
- 1925 - Sue Thompson, Amerikaans pop- en countryzangeres (overleden 2021)
- 1926 - Helen Gallagher, Amerikaans actrice (overleden 2024)
- 1929 - Emmanuel Le Roy Ladurie, Frans historicus (overleden 2023)
- 1932 - Robert Jasper Grootveld, Nederlands anti-rookmagiër en kunstenaar (overleden 2009)
- 1933 - Piet Boukema, Nederlands rechtsgeleerde, rechter en politicus (overleden 2007)
- 1933 - Raymond Mertens, Belgisch voetballer en voetbalcoach (overleden 2023)
- 1934 - Tessa Birnie, Nieuw-Zeelands pianist (overleden 2008)
- 1934 - Willem Nijholt, Nederlands acteur en musicalster (overleden 2023)
- 1934 - Francisco Sá Carneiro, Portugees politicus (overleden 1980)
- 1935 - Philip Agee, Amerikaans spion, publicist en klokkenluider (overleden 2008)
- 1936 - Nahum Stelmach, Israëlisch voetballer (overleden 1999)
- 1938 - Frank Roosevelt, Amerikaans econoom
- 1940 - Brian Raubenheimer, Zuid-Afrikaans autocoureur (overleden 2021)
- 1940 - Anzor Kavazasjvili, Sovjet-Georgisch voetballer en trainer
- 1941 - Carole Jordan, Brits astronoom
- 1941 - Vikki Carr (Florencia Vicenta de Casillas Martinez Cardona), Amerikaans zangeres
- 1941 - Neelie Kroes, Nederlands politica
- 1945 - George Dzundza, Amerikaans acteur
- 1945 - Anna Enquist, Nederlands schrijfster
- 1945 - Thomas Saisi, Keniaans atleet (overleden 2021)
- 1945 - Uri Rosenthal, Nederlands politicus
- 1946 - Annie Brouwer-Korf, Nederlands burgemeester (overleden 2017)
- 1946 - Ilie Năstase, Roemeens tennisser
- 1946 - Bas Plaisier, Nederlands theoloog, predikant en zendeling
- 1947 - Hans-Jürgen Kreische, Oost-Duits voetballer
- 1947 - Bernie Leadon, Amerikaans zanger en muzikant
- 1947 - Brian May, Brits gitarist en astrofysicus
- 1947 - Bobby Prins, Belgisch zanger van het levenslied
- 1948 - Keith Godchaux, Amerikaans muzikant (overleden 1980)
- 1948 - Alexandru Neagu, Roemeens voetballer (overleden 2010)
- 1950 - Jocelyn Lovell, Canadees wielrenner (overleden 2016)
- 1952 - Allen Collins, Amerikaans muzikant (overleden 1990)
- 1952 - Johanneke Liemburg, Nederlands politica
- 1953 - René Houseman, Argentijns voetballer (overleden 2018)
- 1953 - Howard Schultz, Amerikaans zakenman en politicus
- 1954 - Brad Cooper, Singaporees-Australisch zwemmer
- 1954 - Ferd Crone, Nederlands politicus
- 1955 - Dalton McGuinty, Canadees politicus
- 1956 - Peter Barton, Amerikaans acteur
- 1956 - Juliane Werding, Duits zangeres
- 1957 - Martin Cross, Brits roeier
- 1957 - Jann Hoffmann, Deens darter (overleden 2023)
- 1957 - Arendo Joustra, Nederlands journalist en hoofdredacteur
- 1958 - Kazushi Kimura, Japans voetballer
- 1958 - Rik Launspach, Nederlands acteur en schrijver
- 1960 - Margot Dijkgraaf, Nederlands literatuurcriticus en schrijfster
- 1961 - Minck Oosterveer, Nederlands striptekenaar (overleden 2011)
- 1962 - Anthony Edwards, Amerikaans acteur
- 1963 - Wouter Van Lierde, Belgisch acteur (overleden 2020)
- 1963 - Bert Apeldoorn, Nederlands acteur (o.a. Flikken Maastricht)

- 1963 - Sándor Wladár, Hongaars zwemmer
- 1964 - Mauro Ribeiro, Braziliaans wielrenner
- 1965 - Július Šimon, Slowaaks voetballer
- 1966 - Nancy Carell, Amerikaans actrice en comédienne
- 1967 - Christian Bergström, Zweeds tennisser
- 1967 - Robert Flynn, Amerikaans metalzanger
- 1967 - Michael Gier, Zwitsers roeier
- 1967 - Dumitru Răducanu, Roemeens stuurman bij het roeien
- 1968 - Adam Matysek, Pools voetballer
- 1969 - Gabrielle, Brits zangeres
- 1969 - Daisy Thys, Belgisch actrice
- 1970 - Nicola Sturgeon, Schots politica
- 1971 - Russell Allen, Amerikaans zanger
- 1971 - Urs Bühler, Zwitsers tenor, zanger bij Il Divo
- 1971 - Emil Hermansson, Zweeds schaker
- 1971 - Erik Jazet, Nederlands hockeyer
- 1971 - Diana Matroos, Nederlands presentatrice
- 1971 - Joe Russo, Amerikaans film- en televisieregisseur
- 1972 - David Lammy, Brits jurist en politicus
- 1973 - Toni Brogno, Belgisch voetballer
- 1973 - Aílton Gonçalves da Silva, Braziliaans voetballer
- 1973 - Xander de Buisonjé, Nederlands zanger
- 1974 - Francisco Copado, Duits-Spaans voetballer
- 1974 - Roland Green, Canadees mountainbiker
- 1974 - Marco Roelofs, Nederlands zanger
- 1975 - Shelton Benjamin, Amerikaans professioneel worstelaar
- 1975 - Luca Castellazzi, Italiaans voetballer
- 1975 - John Herdman, Engels voetbaltrainer
- 1976 - Maike Boerdam, Nederlands actrice en musicalster
- 1976 - Benedict Cumberbatch, Brits acteur
- 1976 - Angela Griffin, Brits actrice
- 1977 - Erin Cummings, Amerikaans actrice
- 1980 - Xavier Malisse, Belgisch tennisser
- 1980 - Giorgio Mondini, Zwitsers autocoureur
- 1981 - Antonina Jefremova, Oekraïens atlete
- 1981 - Angela Trimbur, Amerikaans actrice
- 1982 - Edward de Jong, Nederlands golfer
- 1982 - Jared Padalecki, Amerikaans acteur
- 1983 - Mounir Biyadat, Nederlands voetballer
- 1984 - Laurent Didier, Luxemburgs wielrenner
- 1984 - Kaitlin Doubleday, Amerikaans actrice
- 1984 - Diana Mocanu, Roemeens zwemster
- 1984 - Eelco Veldhuijzen, Nederlands atleet
- 1985 - LaMarcus Aldridge, Amerikaans basketspeler
- 1985 - Danne Boterenbrood, Nederlands triatlete
- 1985 - Zhou Haibin, Chinees voetballer
- 1985 - Darja Pisjtsjalnikova, Russisch atlete
- 1986 - Yuvraj Dhesi (Jinder Mahal), Canadees professioneel worstelaar
- 1986 - Philes Ongori, Keniaans atlete
- 1987 - Brenda Baar, Nederlands atlete
- 1987 - Hugh Harris, Brits gitarist
- 1987 - Jon Jones, Amerikaans vechtsporter
- 1987 - Junya Koga, Japans zwemmer
- 1988 - Kevin Großkreutz, Duits voetballer
- 1988 - Sergej Peroenin, Russisch zwemmer
- 1988 - Popcaan (Andre Hugh Sutherland), Jamaicaans zanger en songwriter
- 1989 - Marlous Pieëte, Nederlands voetbalster
- 1989 - Rune Velta, Noors schansspringer
- 1990 - Darlington Nagbe, Liberiaans voetballer
- 1990 - Sugar Todd, Amerikaans langebaanschaatsster
- 1991 - Niels Gomperts, Nederlands acteur
- 1991 - Gerhard Kerschbaumer, Italiaans mountainbiker
- 1991 - Dorien Motten, Belgisch gymnaste
- 1992 - Emma Dahlström, Zweeds freestyleskiester
- 1993 - Alice Phoebe Lou, Zuid-Afrikaans singer-songwriter
- 1994 - Mat'o Homola, Slowaaks autocoureur
- 1995 - Manuel Akanji, Zwitsers voetballer
- 1995 - Jhorrmountain, Nederlands-Antilliaanse rapper
- 1995 - Matt Miazga, Amerikaans voetballer
- 1995 - Marko Rog, Kroatisch voetballer
- 1995 - Romee Strijd, Nederlands model
- 1996 - İbrahim Serdar Aydın, Turks voetballer
- 1996 - Eva Hovenkamp, Nederlands atlete
- 1998 - Erin Cuthbert, Brits (Schots) voetbalster
- 2001 - Aleksandr Smoljar, Russisch autocoureur
- 2002 - Fábio Silva, Portugees voetballer

## Overleden
- 514 - Paus Symmachus

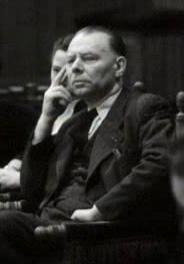
Koos Vorrink
overleden in 1955

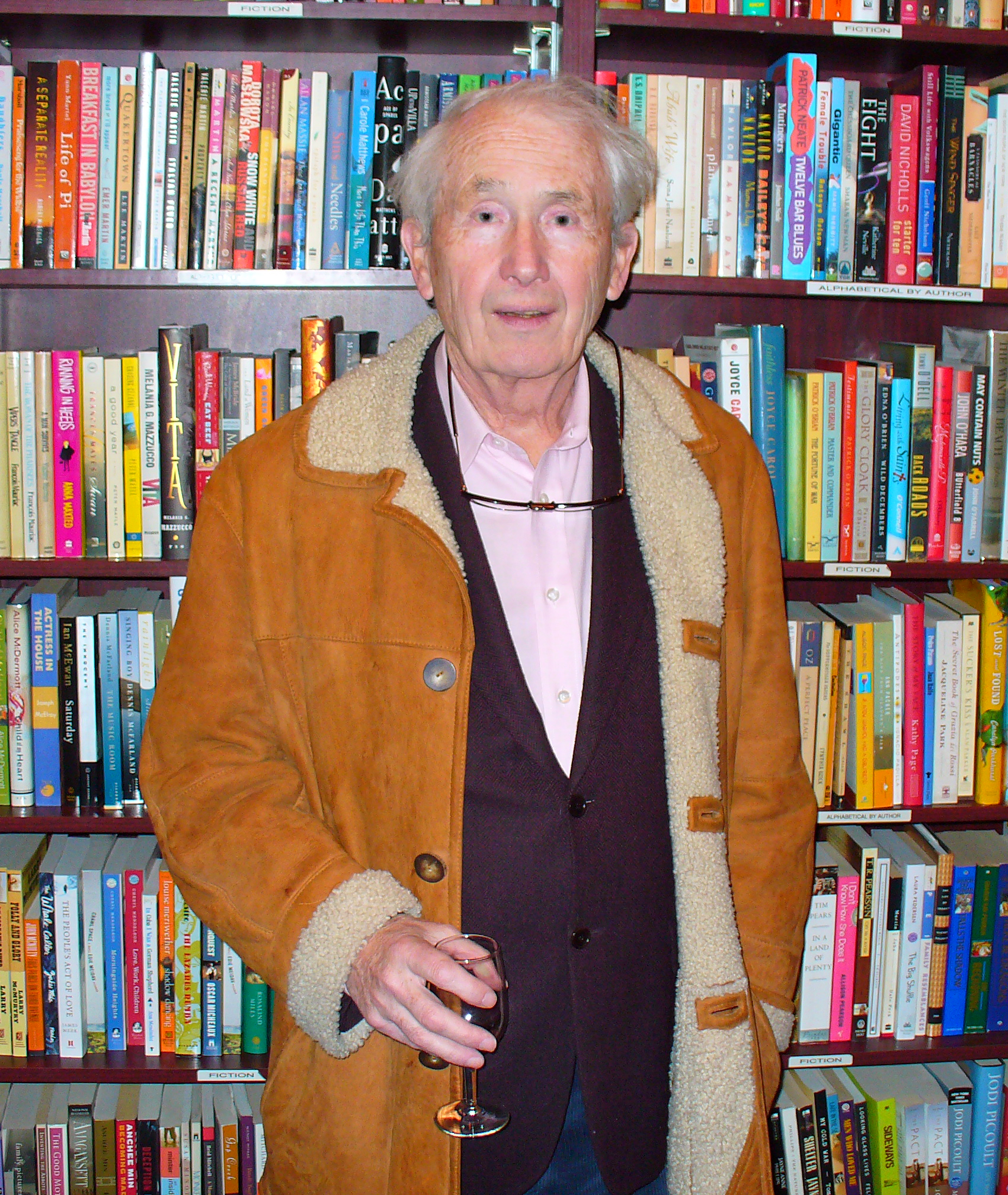
Frank McCourt
overleden in 2009

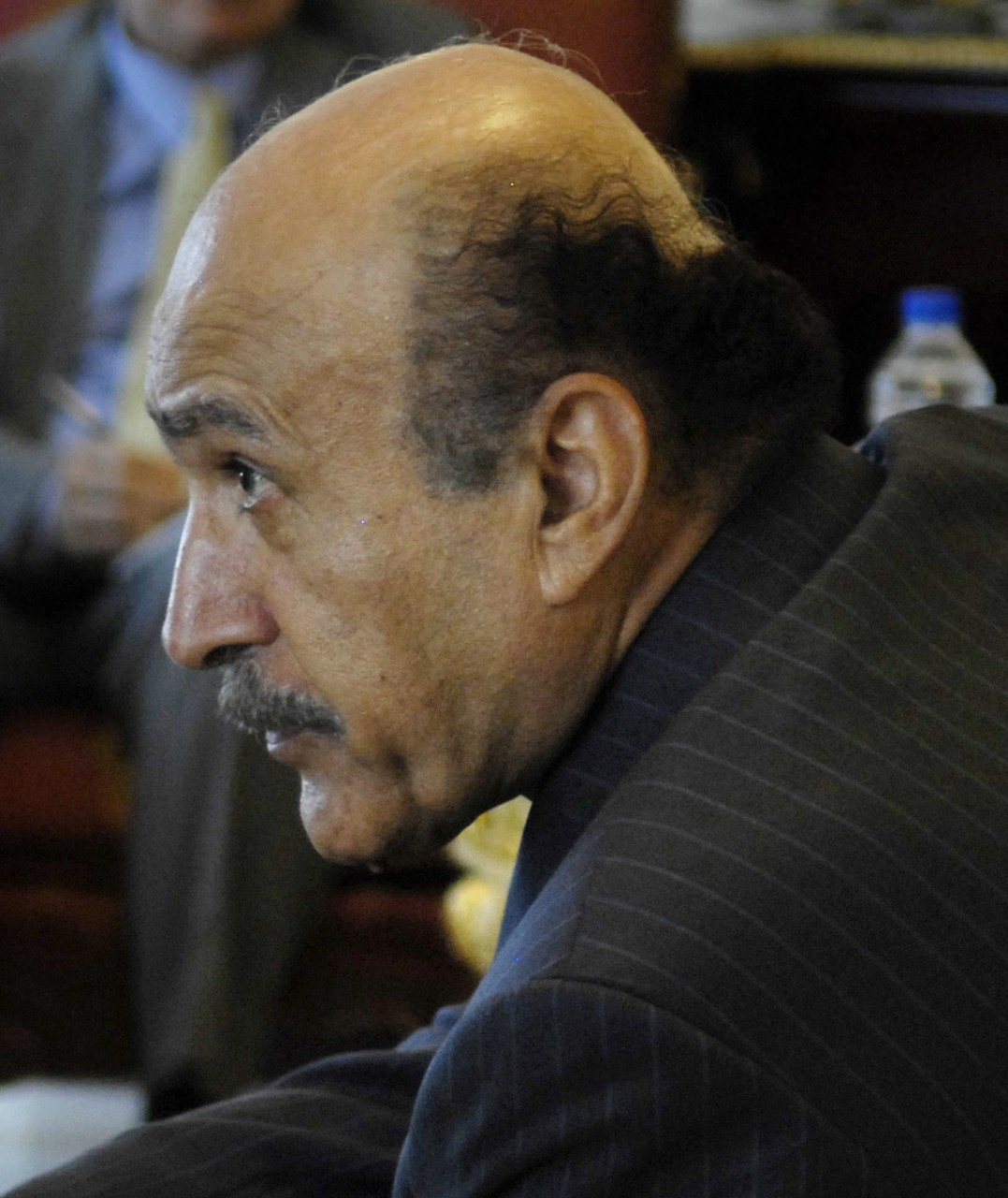
Omar Suleiman
overleden in 2012

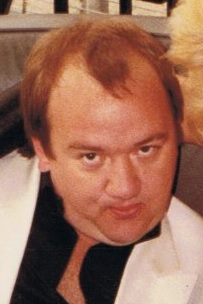
Mel Smith
overleden in 2013

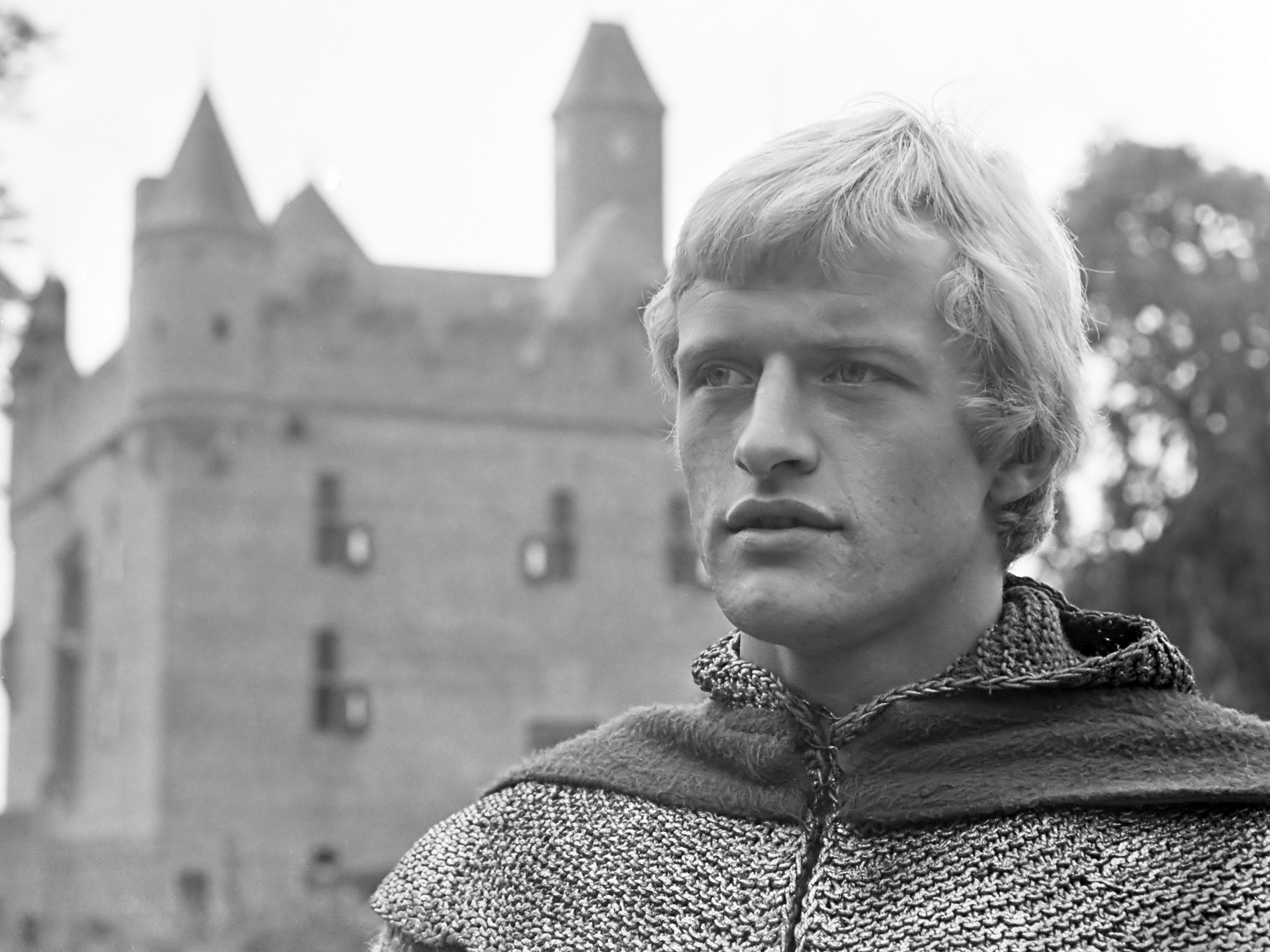
Rutger Hauer
overleden in 2019

- 711 - Roderik, koning van de Visigoten
- 1234 - Floris IV van Holland (24), graaf van Holland
- 1824 - Agustín de Iturbide (40), Mexicaans keizer
- 1839 - Maurice de Guérin (28), Frans dichter
- 1879 - Louis Favre (53), Zwitsers ingenieur, projectleider bij de bouw van de Gotthardtunnel
- 1895 - Charles Theodorus Stork (73), Nederlands ondernemer, oprichter Stork
- 1924 - Kingsley Fairbridge (38), welzijnswerker in West-Australië
- 1945 - Heinrich Wölfflin (81), Zwitsers kunsthistoricus
- 1946 - Jan Verkade (77), Nederlands kunstschilder
- 1947 - Aung San (32), Birmees revolutionair
- 1955 - Koos Vorrink (64), Nederlands politicus
- 1959 - Van Johnson (32), Amerikaans autocoureur
- 1959 - Imre Schlosser (69), Hongaars voetballer
- 1962 - Ronald Aylmer Fisher (72), Brits statisticus, geneticus en evolutiebioloog
- 1965 - Ingrid Jonker (31), Zuid-Afrikaans dichteres en schrijfster
- 1967 - Bonne Kazemier (82), Nederlands architect
- 1973 - Jan Bartlema (57), Nederlands roeier en Engelandvaarder
- 1976 - Oskar Leimgruber (90), Zwitsers politicus
- 1976 - Sal Tas (70), Nederlands journalist en politicus
- 1983 - Erik Ode (73), Duits acteur
- 1986 - Alfredo Binda (83), Italiaans wielrenner
- 1993 - Szymon Goldberg (84), Pools violist, oprichter Nederlands Kamerorkest
- 2001 - Eduardo Romualdez (91), Filipijns topman, minister en diplomaat
- 2001 - Rob Wout alias Opland (73), Nederlands politiek tekenaar
- 2003 - Hans Bayens (78), Nederlands beeldend kunstenaar
- 2004 - Carvalho Leite (92), Braziliaans voetballer
- 2006 - Jacques Augarde (98), Frans politicus en journalist
- 2006 - Jan van den Brink (91), Nederlands politicus en bankier
- 2006 - Jack Warden (85), Amerikaans acteur
- 2009 - Ingeborg Hunzinger (94), Duits beeldhouwster
- 2009 - Frank McCourt (78), Amerikaans schrijver
- 2009 - Tonny van Renterghem (90), Nederlands verzetsstrijder en schrijver
- 2009 - Henry Surtees (18), Brits autocoureur
- 2010 - Joseph Aghoghovbia (69), Nigeriaans voetballer
- 2011 - Karen Chatsjatoerjan (90), Armeens componist
- 2011 - Reginald Rahoens (55), Belgisch priester
- 2012 - Janine Lambotte (87), Belgisch journaliste en tv-presentatrice
- 2012 - Omar Suleiman (76), Egyptisch politicus
- 2013 - Simon Ignatius Pimenta (93), Indiaas kardinaal
- 2013 - Mel Smith (60), Brits komiek, schrijver, acteur, regisseur en producent
- 2013 - Bert Trautmann (89), Duits voetbaldoelman
- 2014 - Lionel Ferbos (103), Amerikaans jazzmuzikant
- 2014 - James Garner (86), Amerikaans acteur
- 2014 - Skye McCole Bartusiak (21), Amerikaans actrice
- 2015 - Van Alexander (100), Amerikaans componist, arrangeur en bigbandleider
- 2015 - Koos Hertogs (65), Nederlands seriemoordenaar
- 2015 - Bernat Martínez (35), Spaans motorcoureur
- 2015 - Sybren Polet (91), Nederlands schrijver en dichter
- 2015 - Galina Prozoemensjtsjikova (66), Oekraïens zwemster
- 2015 - Dani Rivas (27), Spaans motorcoureur
- 2015 - Marie Wijnen (88), Nederlands hofdame
- 2016 - Garry Marshall (81), Amerikaans filmregisseur
- 2017 - Bep van Houdt (77), Nederlands sportjournalist
- 2018 - Evelien Gans (67), Nederlands historica, hoogleraar en auteur
- 2018 - Rebecca Posner (88), Britse taalkundige
- 2018 - Denis Ten (25), Kazachs kunstschaatser
- 2019 - Inger Berggren (85), Zweeds zangeres
- 2019 - Rutger Hauer (75), Nederlands acteur
- 2019 - David Hunt (84), Australisch rechter
- 2019 - Cesar Pelli (92), Argentijns architect
- 2019 - Jurjen Vis (60), Nederlands (muziek)historicus
- 2020 - Sultan Hashim Ahmad al-Tai (75), Iraaks generaal en politicus
- 2020 - Cor Fuhler (56), Nederlands-Australisch componist, improvisator en musicus
- 2020 - Nikolai Tanajev (74), premier van Kirgizië
- 2021 - Layne Flack (52), Amerikaans pokerspeler
- 2021 - Emilio Osmeña (82), Filipijns politicus
- 2021 - Johnny Tholen (85), Surinaams-Nederlands zanger
- 2022 - Michael Henderson (71), Amerikaans zanger en muzikant
- 2022 - Henk Leeuwis (Henkie) (76), Nederlands zanger
- 2022 - Michael Urgacz, Duits danceproducer
- 2023 - James Reston jr. (82), Amerikaans auteur en journalist
- 2023 - Remigius Valiulis (64), Sovjet-Litouws atleet
- 2024 - Josefina Constantino (104), Filipijns essayist en literatuurcriticus
- 2024 - Toumani Diabaté (58), Malinees koraspeler
- 2024 - Nguyễn Phú Trọng (80), Vietnamees politicus
- 2024 - Ray Reardon (91), Welsh snookerspeler

## Viering/herdenking
- Rooms-Katholieke kalender:
  - Heilige Arsenius de Grote (c. † 450)
  - Heilige Macrina de Jongere († 379)
  - Heiligen Justa en Rufina van Sevilla (c. † 287)
  - Heilige Bernold van Utrecht († 1054) - Gedachtenis (in aartsbisdom Utrecht)
  - Heilige Symmachus (c. † 514)
  - Heilige Hildegrim van Châlons (ca. 750 - 827), Duits katholiek en orthodox heilige
  - Eerbiedwaardige Jacques Sevin († 1951)

## Weerextremen

### Nederland
| | Officiële records | Officiële records | Officiële records |      | Landelijke records | Landelijke records | Landelijke records |
| Gebeurtenis | Jaar              | Extreem           | Locatie           | Jaar | Extreem            | Locatie            |                    |
| --- | ----------------- | ----------------- | ----------------- | ---- | ------------------ | ------------------ | ------------------ |
| Laagste etmaalgemiddelde temperatuur (°C) | 1916              | 12,9              | De Bilt           |      | 1916               | 11,8               | Eelde              |
| Hoogste etmaalgemiddelde temperatuur (°C) | 2006, 2022        | 26,9              | De Bilt           |      | 2022               | 30,3               | Hoek van Holland   |
| Laagste minimumtemperatuur (°C) | 1904, 1971        | 5,4               | De Bilt           |      | 1971               | 3,0                | Twenthe            |
| Hoogste minimumtemperatuur (°C) | 1972              | 19,6              | De Bilt           |      | 2022               | 22,2               | Vlissingen         |
| Laagste maximumtemperatuur (°C) | 1979              | 15,0              | De Bilt           |      | 1907, 1922         | 13,7               | De Kooy            |
| Hoogste maximumtemperatuur (°C) | 2006              | 35,7              | De Bilt           |      | 2022               | 39,5               | Maastricht         |
| Hoogste uurgemiddelde windsnelheid (m/s) | 1922, 1942        | 11,3              | De Bilt           |      | 1980               | 18,5               | Cadzand            |
| Hoogste windstoot (m/s) | 1954              | 16,5              | De Bilt           |      | 1987               | 28,8               | Leeuwarden         |
| Langste zonneschijnduur (uur) | 2016              | 14,9              | De Bilt           |      | 2006               | 15,4               | Hoogeveen          |
| Langste neerslagduur (uur) | 1980              | 9,8               | De Bilt           |      | 1980               | 14,6               | Maastricht         |
| Hoogste etmaalsom van de neerslag (mm) | 1966              | 61,2              | De Bilt           |      | 1966               | 61,2               | De Bilt            |
| Laagste etmaalgemiddelde relatieve vochtigheid (%) | 2022              | 49                | De Bilt           |      | 2022               | 29                 | Maastricht         |
| Laagste uurwaarde luchtdruk op zeeniveau (hPa) | 2001              | 997,2             | De Bilt           |      | 2001               | 996,2              | Hoek van Holland   |
| Hoogste uurwaarde luchtdruk op zeeniveau (hPa) | 1982              | 1028,7            | De Bilt           |      | 1982               | 1029,7             | Eelde              |
| Officiële records worden altijd gemeten op het KNMI-weerstation in De Bilt. Landelijke records kunnen worden gemeten op elk officieel KNMI-weerstation in Nederland. |                   |                   |                   |      |                    |                    |                    |

Uitzonderlijke gebeurtenissen
- 1966 - Officieel maandrecord hoogste etmaalsom van de neerslag in mm van juli gemeten in De Bilt: 61,2
- 1972 - Eerste officiële tropische dag van het jaar (maximumtemperatuur ≥ 30 °C in De Bilt)
- 2014 - Laatste officiële tropische dag van het jaar (maximumtemperatuur ≥ 30 °C in De Bilt)
- 2017 - Officieel hoogste minimumtemperatuur in °C van het jaar gemeten in De Bilt: 18,0

### België
Dagrecords
- 1902 - Laagste etmaalgemiddelde temperatuur 11,6 °C
- 2022 - Hoogste etmaalgemiddelde temperatuur 29,5 °C[7]
- 1863 - Laagste minimumtemperatuur 6,9 °C
- 2022 - Hoogste maximumtemperatuur 38,1 °C[7]
- 1956 - Hoogste etmaalsom van de neerslag 35,6 mm

Uitzonderlijke gebeurtenissen
- 1956 - 82 mm neerslag in Lokeren.
- 1967 - Grote schade in de provincie Luik door hagelbuien.
- 2006 - Maximumtemperatuur in het hele land boven 30 °C met als laagste temperatuur 30,5 °C in Mont-Rigi (Weismes) en 38,2 °C in Begijnendijk als hoogste temperatuur.

### Europa
- 2022 - In het Verenigd Koninkrijk stijgt de temperatuur voor het eerst sinds het begin van de metingen tot boven de 40 °C.[9]

<< · 1 · 2 · 3 · 4 · 5 · 6 · 7 · 8 · 9 · 10 · 11 · 12 · 13 · 14 · 15 · 16 · 17 · 18 · 19 · 20 · 21 · 22 · 23 · 24 · 25 · 26 · 27 · 28 · 29 · 30 · 31 · >>